# Eduard Schalfejew
Eduard Schalfejew (* 15. Oktober 1888 in Libau, Kurland; † 4. Dezember 1962 in Bonn) war ein deutscher Verwaltungsjurist.

## Leben und Wirken
Eduard Schalfejew, Sohn des Slawisten Peter Schalfejew (1858–1916), studierte nach dem Abitur am Bismarck-Gymnasium in Berlin-Wilmersdorf Rechts- und Staatswissenschaften in Berlin und Riga, wo er das Studium 1912 abschloss. 1908 wurde er Mitglied der Burschenschaft Allemannia Berlin. 1913 promovierte er an der Universität Münster zum Dr. jur. 1917 trat er in das Preußische Justizministerium ein, wo er bis 1921 tätig war, zuletzt als Landgerichtsrat. 1922 arbeitete er im Wiederaufbauministerium und ab 1923 als Oberregierungsrat im Preußischen Handelsministerium, ab 1931 im Amt eines Ministerialdirektors als Leiter der handelspolitischen Abteilung. Von 1927 bis 1934 war er preußischer Bevollmächtigter zum Reichsrat, von 1931 bis 1933 Mitglied des Handelspolitischen Ausschusses der Reichsregierung. 1933/34 leitete er die Abteilung für Wirtschaftsorganisation und Energiewirtschaft in dem mit dem Preußischen Handelsministerium vereinigten Reichswirtschaftsministerium. 1935 entschied er sich aus politischen Gründen den Staatsdienst zu verlassen und war dann von 1935 bis 1945 als Generaldirektor der Deutschen Continental Gasgesellschaft in Dessau tätig. Er erhielt während dieser Zeit den Titel eines Wehrwirtschaftsführers.
1947 wurde er Leiter der Hauptabteilung Energiewirtschaft und Bergbau sowie Wirtschaftspolitik in der Verwaltung für Wirtschaft des Vereinigten Wirtschaftsgebietes in Frankfurt am Main, dort war er zuletzt stellvertretender Verwaltungsdirektor unter Ludwig Erhard. Von Ende November 1949 bis Mitte März 1951 war er beamteter Staatssekretär im Bundesministerium für Wirtschaft unter dem Minister Ludwig Erhard. Ab 1951 war er Leiter der Verwaltung des ehemaligen Reichs- und Preußenvermögens. Von 1953 bis zu seinem Tod 1962 war Schalfejew der Präsident des Rates für Formgebung in Darmstadt.
Sein Nachlass befindet sich im Herder-Institut in Marburg.

## Ehrungen
- 1962: Großes Verdienstkreuz mit Stern und Schulterband des Verdienstordens der Bundesrepublik Deutschland[4]

## Schriften
- Die staatsrechtliche Stellung Elsaß-Lothringens nach dem neuen Verfassungsgesetz. Dissertation Universität Münster, Trenkel-Verlag, Berlin 1913